# Instone Real Estate
Die Instone Real Estate Group SE ist ein börsennotierter deutscher Projektentwickler für Wohnimmobilien mit Sitz in Essen. 
Das Unternehmen entstand 2017 aus der Fusion der Formart und GRK-Holding, welche bereits seit 1991 als Wohnentwickler tätig sind. Instone entwickelt in den deutschen Metropolregionen Stadtquartiere mit Miet- und Eigentumswohnungen. Die Vermarktung erfolgt maßgeblich an Eigennutzer, private Kapitalanleger mit Vermietungsabsicht und institutionelle Investoren. Zur Instone Real Estate Group SE gehören die operativen Tochtergesellschaften Instone Real Estate Development GmbH und Nyoo Real Estate GmbH.
Börsengang
Im Februar 2018 vollzog die Instone Real Estate Group SE seinen Börsengang und ist seitdem im Prime Standard der Frankfurter Wertpapierbörse notiert. Im August 2021 erfolgte die Umwandlung zur Europäischen Gesellschaft (SE), bis dahin war sie Aktiengesellschaft.
Entwicklungsportfolio
Nach eigenen Angaben hat die Instone Real Estate Group SE seit 1991 mehr als 1,4 Millionen Quadratmeter Wohnfläche geschaffen. Ende Juni 2024 bestand das Projektportfolio aus 46 Projektentwicklungen mit einem Gesamtverkaufsvolumen von rund 7,1 Milliarden Euro sowie rund 14.800 Wohneinheiten.